# Crile (cráter)
Crile es un pequeño cráter de impacto lunar. De aspecto más o menos circular y con forma de copa, sus paredes interiores se inclinan hacia el centro hasta alcanzar el punto medio. El cráter se encuentra en el Palus Somni, entre el Mare Crisium al este y el Mare Tranquillitatis hacia el oeste.
|  |

Esta formación fue designada previamente Proclo F antes de ser renombrada por la UAI en 1976. Proclus está situado al norte-noreste.
El cráter recibe su nombre del cirujano estadounidense George Washington Crile.